# 안만복
안만복(安萬福, 1910년 ~ 1995년 8월 18일)은 대한민국의 정치인이다. 제2·5대 국회의원을 지냈다.

## 약력
- 서산공립보통학교졸업
- 인지면장
- 국민회 서산군 부위원장
- 민주당 서산을구당 위원장
- 1948년 5월 10일 : 제헌 국회의원(충남 서산갑) 낙선
- 제2대 국회의원(서산을)무소속
- 제5대 국회의원(서산을)민주당

## 역대 선거 결과
|  | 12.35% |

|  | 100.00% |

|  | 9.26% |

|  | 30.19% |

|  | 23.98% |

## 참고자료
- 안만복 - 대한민국헌정회
- 《태안군지》
- 〈안만복 장로의 신앙미담 ①〉《한국성결신문》(2003.3.29.)